# اکاترینا اوانچیا
اکاترینا اوانچیا (انگلیسی: Ecaterina Oancia؛ ۲۵ مارس ۱۹۵۴ – ۳ دسامبر ۲۰۲۴) قایقران روئینگ اهل رومانی بود.
اوانچیا، در ۳ دسامبر ۲۰۲۴، در سن ۷۰ سالگی درگذشت.